# Leonard Warren
Leonard Warren, nascut Leonard Warenoff (Bronx (Nova York), 21 d'abril, 1911 - Nova York (USA), 4 de març de 1960) va ser un cantant d'òpera nord-americà.
Baríton, va ser un artista destacat durant molts anys al Metropolitan Opera de Nova York. Especialment conegut per les seves representacions dels principals papers de baríton a les òperes de Giuseppe Verdi, va tenir pocs barítons rivals en el seu temps. La seva potència i abast van ser els més destacats del seu instrument vocal.

## Biografia
De pares immigrants jueus russos, Warren va ser emprat per primera vegada al negoci de pells del seu pare. El 1935, es va incorporar al cor del Radio City Music Hall. El 1938, va entrar a les Audicions de l'Aire de l'Opera Metropolitana. El Met el va enviar a Itàlia aquell estiu amb una beca per estudiar.
De tornada als Estats Units, Warren va debutar al Metropolitan Opera amb fragments de La traviata i Pagliacci' durant un concert a la ciutat de Nova York el novembre de 1938. El seu debut operístic va tenir lloc allà el gener de 1939, quan va cantar el rol de Paolo a Simon Boccanegra. Aviat va seguir un contracte de gravació amb RCA Victor.
Warren va cantar més tard a San Francisco, Chicago, Ciutat de Mèxic i Buenos Aires, i va aparèixer a La Scala de Milà el 1953. El 1958 va fer una gira per la Unió Soviètica, però durant la major part de la seva carrera va romandre a la ciutat de Nova York. i va cantar al Met. El 1950 es va convertir al catolicisme romà, la fe de la seva dona Àgata, i es va convertir en extremadament devot.
Tot i que va cantar Tonio a Pagliacci, Escamillo a Carmen i Scarpia a Tosca, va ser especialment aclamat com a intèrpret del gran Giuseppe Verdi, en papers de baríton, sobretot el paper principal a Rigoletto, que va ser capturat el 1950 en un enregistrament de RCA Victor amb la soprano Erna Berger i el tenor Jan Peerce, dirigit per Renato Cellini. Aquest va ser un dels primers enregistraments operístics complets que es van publicar en discos LP. També va cantar el paper en un concert benèfic de la Creu Roja al Madison Square Garden el 1944, en el qual només es va presentar l'acte final de l'òpera. Jan Peerce va tornar a cantar el Duc, però Zinka Milanov era Gilda, i l'NBC Symphony Orchestra va ser dirigida per Arturo Toscanini. Aquest fragment de Rigoletto es va publicar més tard en discos i CD per RCA Victor, i tot el concert va estar disponible anys més tard en diversos llançaments de CD no oficials. Els seus altres enregistraments d'òpera complets publicats inclouen La traviata amb Rosanna Carteri, Cesare Valletti i el director Pierre Monteux; Tosca, Aida i Il trovatore, cadascun amb Zinka Milanov i Jussi Björling; La forza del destino amb Milanov, Giuseppe Di Stefano, Rosalind Elias i Giorgio Tozzi; un segon enregistrament de Il trovatore amb el seu darrer coprotagonista de tenor, Richard Tucker, amb una jove Leontyne Price en el seu paper de debut al Met de Leonora; i Macbeth de Verdi, amb Leonie Rysanek i Carlo Bergonzi. Existeixen enregistraments privats del seu Simon Boccanegra i Iago a Otello. També va ser el Renato en un àlbum de moments destacats de Un ballo in maschera fet amb Marian Anderson com a Ulrica amb motiu del seu debut al Met.
El 1948, Warren va cantar a la primera retransmissió en directe de la Metropolitan Opera. L'Otello de Verdi va ser emès completament per ABC-TV el 29 de novembre de 1948, la nit d'obertura de la temporada. Ramón Vinay era Otello, Licia Albanese era Desdèmona, i Warren va cantar el paper d'Iago.
El 1958, Warren va fer una gira per l'URSS. Va ser un dels pocs artistes nord-americans convidats a fer-ho i va tenir un gran èxit en concerts a Leningrad i Kíiv. Els concerts van ser gravats i RCA Victor n'han publicat fragments de l'àlbum Leonard Warren: On Tour in Russia, disponible tant en LP com en CD.
Al seu llibre The American Opera Singer (1997, ISBN ), Peter G. Davis va escriure sobre Warren:
La qualitat rica, arrodonida i suau de la veu [de Warren], bastant plena de matisos ressonants, pot no haver estat per a tots els gustos, especialment aquells que prefereixen un enfocament baritonal més estret que "parli" més ràpidament a la nota. Però, segons els estàndards, era un so de luxe, per excel·lència, "Metropolitan Opera", que semblava agafar una brillantor i brillantor especials a mesura que s'obria i es va estendre generosament pel gran auditori. I, per descomptat, el cim fàcil era la seva glòria especial: quan es relaxava amb els amics, Warren sovint feia àries de tenor com "Di quella pira" i llançava els Do aguts que mancaven a molts tenors. Podria haver-se satisfet, però mai no ho va fer, d'aquella facilitat per obtenir aplaudiments.

## Mort

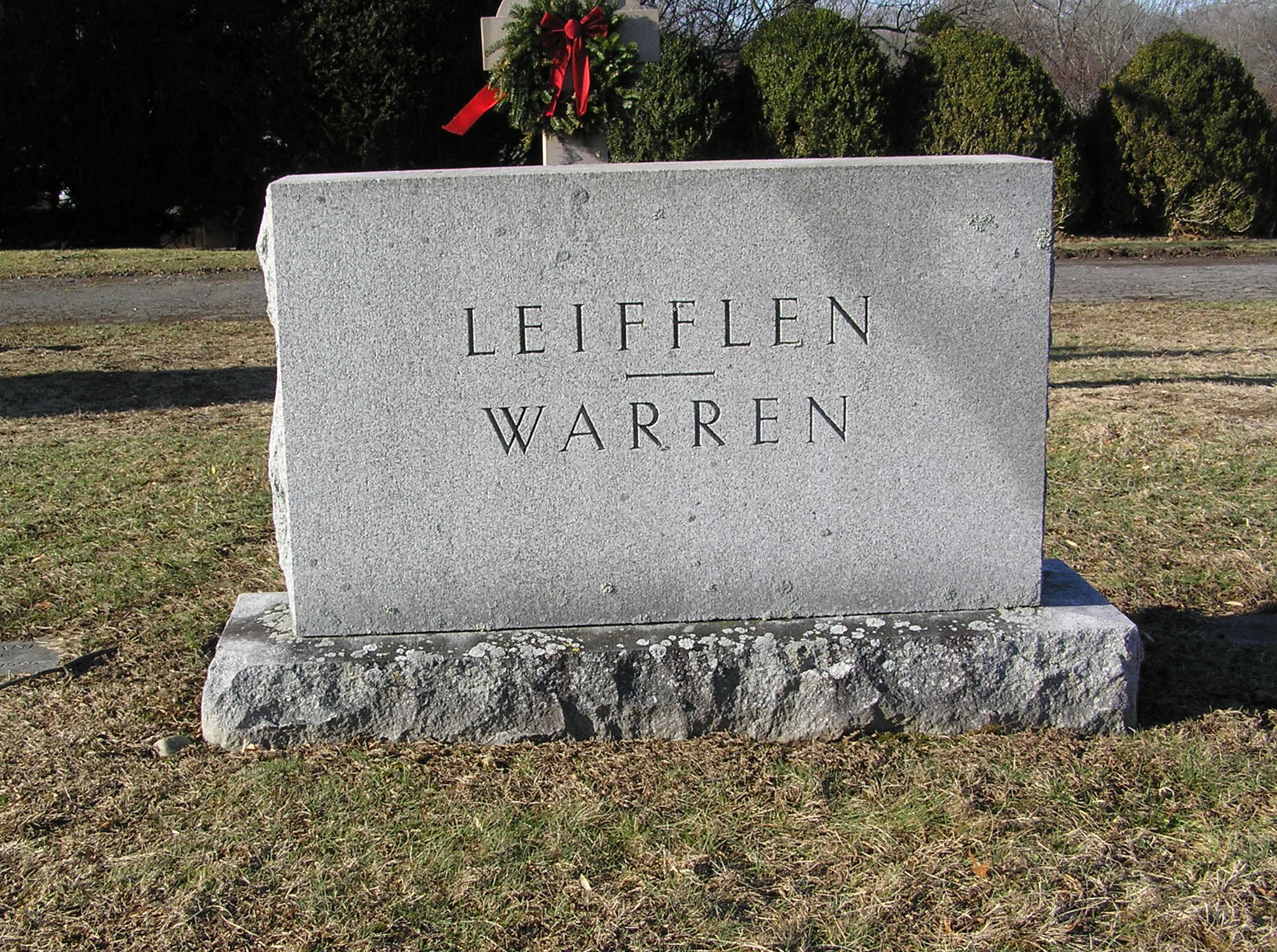
La tomba de Warren al cementiri de Saint Mary

L'última actuació completa de Warren va ser en el paper principal de Simon Boccanegra l'1 de març de 1960, al Met. Tres dies més tard, el 4 de març, durant una actuació de La forza del destino amb Renata Tebaldi com a Leonora i Thomas Schippers com a director, Warren es va esfondrar de sobte i va morir a l'escenari. Testimonis oculars, inclòs Rudolf Bing, van informar que Warren havia completat l'ària de l'acte III de Don Carlo, que comença "Morir, tremenda cosa" ("morir, una cosa transcendental"), i se suposava que havia d'obrir una cartera segellada, examinar. el contingut i crida "È salvo, o gioia" (Està segur, oh alegria), abans de llançar-se a la vigorosa cabaletta. Mentre que Bing informa que Warren simplement es va quedar en silenci i va caure de cara a terra, altres afirmen que va començar a tossir i a boquejar, i que va cridar "Ajuda'm, ajuda'm!" abans de caure a terra, romanent immòbil. Roald Reitan, cantant The Surgeon, estava a l'escenari amb Warren en el moment de la seva mort, i va intentar prestar ajuda.
Encara que no es va realitzar cap autòpsia, inicialment es va pensar que la mort de Warren va ser causada per una hemorràgia cerebral massiva, però més tard el metge de la casa del Met que va atendre Warren després del seu col·lapse, va creure que era un atac de cor; Warren només tenia quaranta-vuit anys. La seva mort va afectar el calendari del Met durant diversos anys després; havia estat seleccionat per al paper principal per a una futura estrena del Met de Nabucco de Verdi durant la temporada 1960–61. Warren és enterrat al Cementiri de Santa Maria a Greenwich, Connecticut.
Ted Morgan, escrivint (com a Sanche de Gramont) per al New York Herald Tribune, va guanyar el Premi Pulitzer per a les notícies d'última hora el 1961 per a el seu relat de la mort de Warren.